# Gabriel Jenny (Politiker)
Gabriel Balthasar Jenny (ab 1849: Ritter von Jenny) (* 24. Februar 1810 in Wien; † 1891 in Görz) war ein österreichischer Verwaltungsjurist und Politiker.

## Leben
Jenny war der Sohn eines Textilfabrikanten und evangelischer Konfession. Er heiratete in erster Ehe Henriette Bradic († 1851) und 1855 in zweiter Ehe Anna von Schlager (1826–1888). Er studierte von 1828 bis 1831 Rechtswissenschaften in Wien und Padua und wurde 1832 in Wien zum Dr. jur. promoviert.
Von 1831 bis 1833 war er Advokaturspraktikant in Padua und Triest, von 1833 bis 1841 Konzeptspraktikant und von 1841 bis 1848 Adjunkt beim Fiskalamt in Triest. Zwischen 1848 und 1849 war er Staatsanwalt in Presssachen in Triest und von 1849 bis 1867 Sektionsrat im österreichischen Ministerium des Innern in Wien. Daneben war er zwischen 1850 und 1852 Präsident der Grundentlastungs-Ministerialkommission für die Stadt Triest samt Gebiet und Istrien, von 1853 bis 1861 Präsident der Grundentlastungsfonds-Direktion für das Küstenland und von 1855 bis 1861 Präsident der Grundlastenablösungs- und Regulierungskommission für das Küstenland in Triest. Zwischen 1862 und 1867 wirkte er bei der Statthalterei in Triest, bevor er zwischen 1868 und 1874 Hofrat bei der Statthalterei in Triest war. 1875 trat er in den Ruhestand und lebte zuletzt in Görz.
Vom 20. Mai 1848 bis zum 4. Dezember 1848 vertrat er den Wahlkreis 2. Küstenland (Triest) in der Frankfurter Nationalversammlung. Im Parlament blieb er fraktionslos und stimmte mit der Rechten. Ab dem 26. Mai 1848 gehörte er dem Ausschuss für die Marine an.